# Cinturón de rocas verdes de Isua

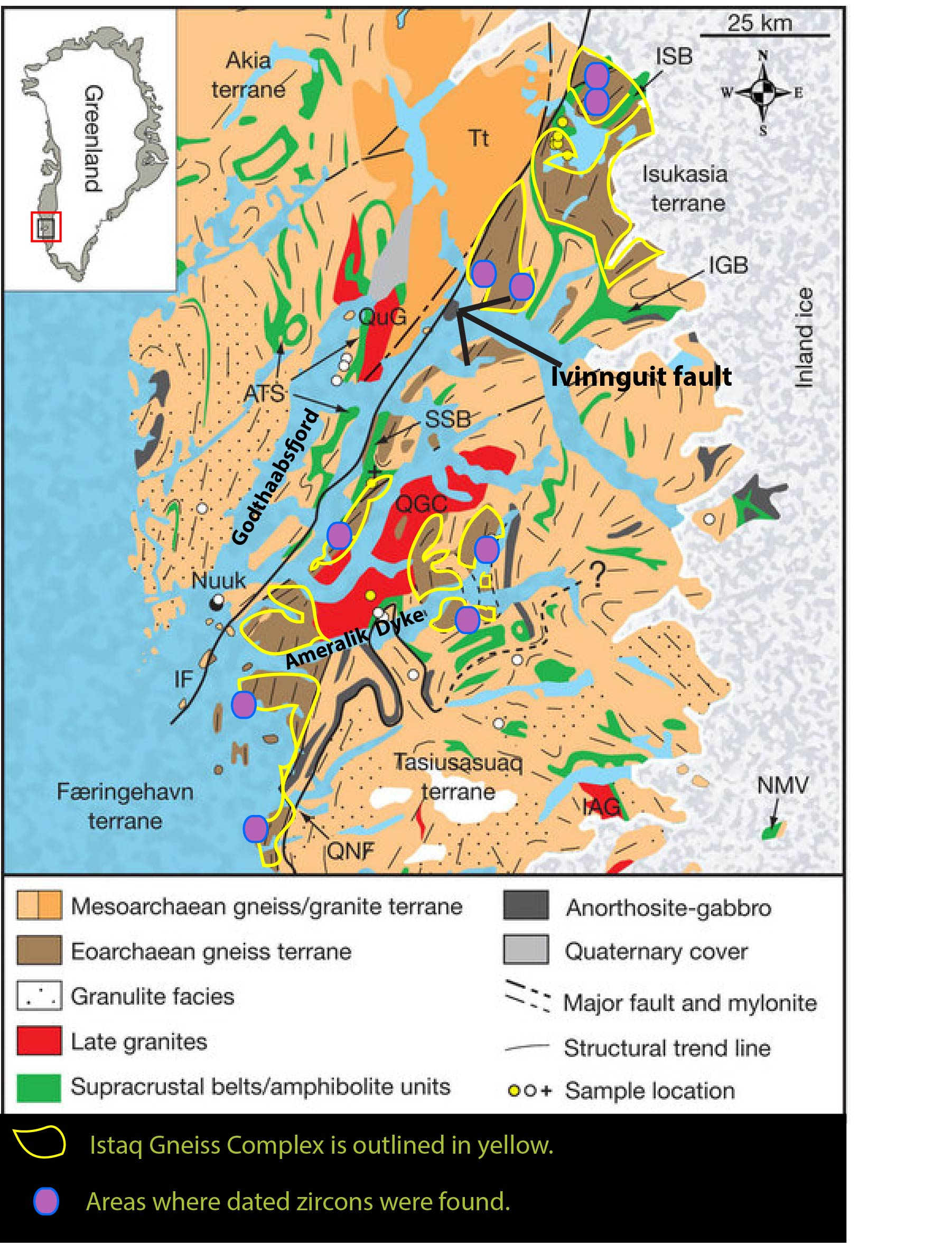
Mapa geológico de las rocas que forman el cinturón de rocas verdes de Isua.

El cinturón de rocas verdes de Isua es un cinturón de rocas verdes en Groenlandia suroccidental, datado entre 3800 y 3700 millones de años (Ma), y contiene las rocas más antiguas conocidas en estado de buena conservación de tipo volcánico máfico y sedimentarias metamorfizadas. Consta de cuatro dominios tectónicos. En 2016, el deshielo en la zona desveló estructuras que podrían ser los estromatolitos de más antigüedad hallados en la Tierra, lo que adelantaría el origen de la vida a 4000 millones de años. Sin embargo, existe debate sobre el origen biológico de las estructuras.

## Origen y composición
Casi todas las rocas están deformadas y sustancialmente alteradas por metasomatismo, aunque se pueden observar claramente los estadios de transición desde las estructuras volcánicas y sedimentarias hasta la formación de esquistos. También se pueden ver que los diferentes episodios de alteraciones metasomáticas que producen diversas agrupaciones de minerales metamórficos a partir de protolitos (rocas precursoras) similares. Los procesos metamórficos que dan lugar al crecimiento de granates se extienden a lo largo de todo el eón Arcaico. Los nuevos estudios de cartografía geológica están rastreando la graduación de las transiciones entre las distintas estructuras deformadas y metasomatizadas. Estos mapas de nuevo trazado muestran que el cinturón supracortical de Isua se compone de fallas rodeadas por agrupamientos de rocas derivadas del basalto y lavas almohadilladas basálticas ricas en magnesio y de tipo brecha, intruida por numerosas láminas de tonalita y que contienen formaciones de hierro bandeado y sílex y componentes menores de rocas sedimentarias clásticas derivadas a partir de rocas volcánicas de tipo sílex y basalto. 
Se piensa que los cuerpos ultramáficos recristalizados que se pueden dar en el cinturón son intrusiones de flujos komatiíticos. Los estudios muestran que estas komatiitas son extremadamente similares a las komatiitas basálticas de Barberton, en Sudáfrica, datadas hace 3500 Ma. y ambas son equivalentes del eón arcaico de las modernas boninitas producidas por la fusión en presencia de agua en las zonas de subducción. Las komatiitas de Barberton comparten alguna de las características geoquímicas con las actuales boninitas, incluyendo evidencias petrológicas de alto contenido de agua magmática. Las firmas geoquímicas boniníticas proporcionan la prueba de que los procesos tectónicos son responsable de la creación del cinturón y que las brechas aholmadilladas y escombros basálticos indican que el agua líquida existió en la superficie en el momento de su formación. Las rocas sedimentarias más comunes son las formaciones de hierro bandeado y sílex. Los conjuntos de basalto-komatiita-sílex datados en 3,5 Ga. en Isua están emparentados con los conjuntos de gneis de tipo TTG (tonalita-trondhjemita-granodiorita) de Amitsoq. Los argumentos actuales abogan por una fusión directa del manto para producir las dioritas y granodioritas de alto contenido magnésico que se encuentran en estos cratones del eón Arcaico. De acuerdo con Rapp (1999): 

Se puede observar un continuum completo de procesos desde la generación de magmas TTG "prístinos" por fusión hidratada de granates anfibolitas/eclogitas hasta la hibridación de estos fundidos por asimilación de peridotita y el consiguiente metasomatismo del manto subcontinental. La cantidad de magnesio de los granitoides del eón arcaico es quizá el mejor indicador de un linaje TTG y de la amplitud con la que está implicado en la formación temprana de continentes. Las pruebas sugieren con gran fuerza un papel cada vez mayor en el Arcaico tardío, dominando en el Arcaico temprano las fuentes basalticas de la corteza oceánica"

## Estromatolitos
El 22 de septiembre de 2016, se publicó en la revista Nature un artículo titulado «Rapid Emergence of Life Shown by Discovery of 3,700-million-year-old microbial structures», en el cual se expone el posible descubrimiento de estromatolitos en el cinturón de rocas verdes de Isua, que serían los más antiguos encontrados hasta ahora, superando en cientos de millones de años a los estromatolitos del cratón de Pilbara. De confirmarse el origen biótico, el origen de la vida se situaría en el Eón Hádico (hace más de 4000 millones de años), y no en el Eón Arcaico (hace más de 3600 millones de años).
El análisis de estas estructuras sugiere que los microorganismos habrían habitado en un ambiente marino poco profundo, por la alta concentración de bario en las capas de dolomita de estas rocas. Además, la presencia de brechas causadas por oleaje en ausencia de hielo, junto con la ausencia de diamictitas glaciogénicas, indican que la atmósfera hace 3700 millones de años contenía mayores porcentajes de dióxido de carbono, amonio y metano, y que la luz del sol tenía una intensidad más baja. Por otra parte, analizando la presencia de isótopos de carbono, se infiere que las comunidades microbianas eran autótrofas por medio de un metabolismo que les permitía fijar el dióxido de carbono a materia orgánica.
Hay factores que ponen en duda la fidelidad de este análisis: por ejemplo, esta zona sufrió deformaciones con el paso del tiempo y que algunas áreas estuvieron bajo temperaturas de entre 500º a 600 °C y presiones de 5−5,5 kbar, lo cual haría cristalizar el grafito que se usa para analizar los isótopos. Además, existen dudas sobre el origen biológico, pues existen explicaciones alternativas según las que las estructuras observadas serín simplemente acumulaciones abióticas de sedimentos.